# UFC on ESPN: Reyes vs. Weidman
UFC on ESPN: Reyes vs. Weidman (também conhecido como UFC on ESPN 6) foi um evento de MMA produzido pelo Ultimate Fighting Championship no dia 18 de outubro de 2019, no TD Garden, em Boston, Massachusetts.

## Background
O duelo nos meio-pesados entre Dominick Reyes e o ex-campeão dos médios Chris Weidman serviu de luta principal da noite.
O duelo nos médios entre Brendan Allen e Eric Spicely estava programado para este evento. Entretanto, Spicely saiu do card por razões desconhecidas. Ele foi substituído por Kevin Holland.
Nas pesagens, Deron Winn e Manny Bermudez não bateram o peso de suas respectivas lutas. Winn pesou 188.5 libras (85.5kg) ficando 2.5 libras acima do limite da categoria dos médios de 186 libras (84.4kg) em lutas que não valem o cinturão. Bermudez pesou 148 libras (67.1kg) ficando 2 libras acima do limite da categoria dos penas de 146 libras (66.2kg) em lutas que não valem o cinturão. Winn e Bermudez foram punidos com 20% da bolsa que foram para seus adversários Darren Stewart e Charles Rosa respectivamente.

## Card Oficial
Nota 1 Originalmente como vitória de Hardy por decisão unânime (29-28, 29-28 e 29-28); porém foi revertido para sem resultado devido ao uso de inalador entre os rounds 2 e 3.  

Nota 2 Belbiţă perdeu um ponto no round 2 por segurar na grade. 

## Bônus da Noite
Os lutadores receberam $50.000 de bônus:
- Luta da Noite:  Yair Rodríguez vs.  Jeremy Stephens
- Performance da Noite:  Dominick Reyes e  Charles Rosa